# Lucy Hannah
Lucy Hannah (nascida Lucy Terrell; 16 de julho de 1875, Alabama — 21 de março de 1993, Michigan) foi uma supercentenária norte-americana. Hannah é atualmente a pessoa afro-americana mais velha da história, a segunda mais velha da história dos Estados Unidos e a quarta pessoa da história de maior longevidade segundo as tabelas oficiais, depois de Jeanne Calment, Sarah Knauss e Nabi Tajima.
Lucy Hannah é também a pessoa mais velha que nunca foi Decano da Humanidade, uma vez que os últimos anos da sua vida decorreram quando era viva Jeanne Calment, somente 145 dias mais nova (menos que 5 meses!). Faleceu com 117 anos e 248 dias.
Antes de sua morte, Hannah alegou ser um ano mais velha, mas a investigação pela Administração da Segurança Social, provou que sua idade no momento da morte era, na verdade, 117 anos e 248 dias.
Na época de sua morte, em março de 1993, Hannah era a mais velha americana e a segunda mais velha de sempre, cuja idade foi verificada, atrás apenas de Jeanne Calment.